# Abbie Magee
Abbie Magee (15 novembre 2000) è una calciatrice nordirlandese, difensore o centrocampista del Cliftonville e della nazionale nordirlandese.

## Carriera

### Nazionale
Magee inizia ad essere convocata dalla Federcalcio nordirlandese dal 2016, vestendo inizialmente la maglia della formazione Under-17 impegnata nelle qualificazioni all'Europeo della Repubblica Ceca 2017, marcando in quell'occasione 3 presenze con una rete, alla Macedonia, senza che la sua nazionale riuscisse a superare il primo turno. Rimasta in quota anche per le successive qualificazioni all'Europeo di Lituania 2018, scende nuovamente in campo in tutti i tre incontri della prima fase, con la sua nazionale che viene ancora una volta eliminata alla fase preliminare di qualificazione.
Sempre nel 2017 viene chiamata in Under-19 dal tecnico federale Alfie Wylie, inserita in rosa con la squadra che disputa l'Europeo di categoria 2017 organizzato quell'anno dalla propria federazione. In quell'occasione scende in campo in tutti i tre incontri del gruppo A, ma l'unico pareggio, per 1-1 con le pari età della Scozia, non consente alla sua nazionale di accedere al turno successivo. Rimasta in quota per le successive fasi di qualificazione, disputa quelle all'Europeo di Svizzera 2018, e infine a quelle all'Europeo di Scozia 2019 marcando 6 presenze nelle due fasi di qualificazione, ancora una volta senza che l'Irlanda del Nord riuscisse ad accedere alla fase finale.
Nel 2020 arriva la sua prima convocazione in nazionale maggiore, inserita in rosa dal commissario tecnico Kenny Shiels nell'incontro del 27 ottobre dove debutta, diciannovenne, rilevando Ashley Hutton all'inizio del secondo tempo nella vittoria per 1-0 con la Bielorussia. In seguito Shiels continua a concederle fiducia, inserendola nella lista delle 23 calciatrici che affrontano per la prima volta nella storia della nazionale femminile nordirlandese una fase finale di un campionato europeo, quello di Inghilterra 2022. In quell'occasione Magee scende in campo in due dei tre incontri disputati dalla sua nazionale prima dell'eliminazione, essendo anche protagonista in negativo di un autogol, ininfluente nell'esito dell'incontro, nella pesante sconfitta per 5-0 con l'Inghilterra nell'ultima delle partite del gruppo A.
Nel frattempo Magee disputa anche le qualificazioni, nel gruppo D della zona UEFA, al Mondiale di Australia e Nuova Zelanda 2023.

## Palmarès

### Club
- Campionato nordirlandese: 4

Linfield Ladies: 2017, 2018, 2019
Cliftonville: 2022